# Орегоніт
Орегоніт, Ореґоніт (рос. орегонит; англ. oregonite; нім. Oregonit m) — мінерал, арсенід нікелю і заліза.

## Загальний опис
Хімічна формула: Ni2FeAs2. Склад у % (з розсипів у шт. Орегон, США): Ni — 36,33; Fe — 17,29; As — 46,38. Сингонія гексагональна. Трапецеедричний вид. Густина 6,92. Твердість 5,5. Колір сірувато-білий, чистий білий. Блиск металічний. Виявляє пластичні властивості. Добре полірується.
Зустрічається разом з джозефінітом у колчеданних рудах і аваруїтом у серпентинітах. Станом на 2011 рік орегоніт виявлено менше ніж у 10  пунктах. Окрім типу місцевості Джозефін Крік у американському штаті Орегон, до них належать «Шахта Алексо» в Дандональді в районі Кокран, Канада, «Шахта Скуріотисса» у Скуріотиссі на Кіпрському окрузі Нікосія, Фер’єр-сюр-Сіхон у французькому департаменті Альєр, Олчар в македонському районі Розздан і на масиві Чиринайського в горах Коряк на російському півострові Камчатка.
За назвою штату Орегон (P.Ramdohr, M.Schmitt, 1959).